# Pádraic McCormack
Pádraic McCormack (irisch Pádraic Mac Cormaic, * 16. Mai 1942) ist ein irischer Politiker und seit 1989 Abgeordneter im Unterhaus des irischen Parlaments.
McCormack war von 1987 bis 1989 Senator im Seanad Éireann. 1989 wurde das ehemalige Mitglied des Galway County Council erstmals für die Fine Gael in den Dáil Éireann gewählt. Bei den folgenden Wahlen gelang es McCormack seinen Sitz im Dáil zu verteidigen. Im April 2006 gab McCormack bekannt, 2007 nicht mehr für eine Wiederwahl zur Verfügung zu stehen. Nachdem jedoch Brian Walsh, der anstelle von McCormack kandidieren sollte, seinerseits von einer Kandidatur Abstand nahm, revidierte McCormack seine Entscheidung und stellte sich 2007 erneut zur Wahl.
1992 bis 1993 hatte McCormack das Amt des Bürgermeisters von Galway inne.